# Євплова Тамара Василівна
Тамара Василівна Євплова (рос. Евплова Тамара Васильевна; нар. 18 травня 1937, Москва — пом. 22 лютого 2018, там же) — радянська фехтувальниця на рапірах.

## Кар'єра
Вихованка московського «Спартака» і тренера Д. О. Душмана. Займалася фехтуванням на рапірах із 14 років. Із 18 років — член збірної СРСР.
На чемпіонаті світу 1956 року стала чемпіонкою в командній рапірі.